# Гребенюк Надія Миколаївна
Наді́я Микола́ївна Гребеню́к (1908 , Київ, Київська губернія, Російська імперія  — невідомо ) — український радянський діяч. Депутат Верховної Ради УРСР першого скликання (1938–1947).

## Біографія
Народилась 1908 року в Києві, тепер Україна. Батько працював сторожем в електричному товаристві, мати — домогосподарка. До революції навчалась у гімназії. 1917 року родина переїхала з Києва в Копайгород на Вінниччині, на батьківщину матері.
1929 року одружилася, разом з чоловіком працювали в колгоспі на різних роботах. У 1930–1934 роках — завідувач птахоферми колгоспу «Нове життя» в селі Червоне. У 1934–1935 роках — слухач восьмимісячних зоотехнічних курсів. Після закінчення курсів працювала бригадиром тваринницької ферми. У 1935–1937 роках — завідувач товарової, птахо- та свиноферми колгоспу «Нове життя». У 1937 — жовтні 1938 року — дільничний зоотехнік Копайгородського районного земельного відділу Вінницької  області.
26 червня 1938 року була обрана депутатом Верховної Ради УРСР першого скликання по Копайгородській виборчій окрузі № 38 Вінницької  області.
15 жовтня 1938 – 3 липня 1941 року — завідувач відділу охорони здоров'я виконавчого комітету Копайгородської районної ради депутатів трудящих.
Член ВКП(б) з 1939 року.
Під час німецько-радянської війна — в евакуації в селі Сергіївськ Куйбишевської (нині Самарської) області, завідувач раймагом. Чоловік 1943 року загинув на фронті, залишилося троє дітей.
У травні 1944 року повернулась в Копайгород, станом на березень 1945 року — завідувач відділу охорони здоров'я виконавчого комітету Копайгородської районної ради депутатів трудящих Вінницької  області.